# Thyasira gouldii
Thyasira gouldii är en musselart som först beskrevs av Philippi 1845.  Thyasira gouldii ingår i släktet Thyasira och familjen Thyasiridae. Inga underarter finns listade i Catalogue of Life.